# Хекшер, Август
Август Хекшер (англ. August Heckscher; 1848 — 1941) — американский промышленник и меценат немецкого происхождения, основатель художественного музея в Хантингтоне.

## Биография
Родился 26 августа 1848 года в Гамбурге в семье Johan Gustav Wilhelm Moritz Heckscher и Marie Antoinette Brautigan.
В 1867 году семья эмигрировала в США. Здесь Август сначала работал у своего кузена Ричарда Хекшера рабочим на шахте, добывающей уголь, изучая вечерами английский язык. Спустя несколько лет вместе с ним он создал товарищество  Richard Heckscher & Company, которое впоследствии они продали железнодорожной компании Reading Company. Август Хекшер вернулся в горнодобывающую отрасль и организовал собственную компанию по добыче цинка и железа, став сначала её вице-президентом и позже президентом.  В 1897 году он объединился с другой добывающей компанией — New Jersey Zinc Company (в настоящее время Horsehead Corporation), став генеральным менеджером. 
В результате своей предпринимательской деятельности Хекшер стал мультимиллионером и филантропом. Он начал с создания Фонда для детей, построил детские площадки в Манхэттене и в Центральном парке. Создал парк своего имени (англ. Heckscher Park) в Хантингтоне и здесь же организовал художественный музей. В штате Нью-Йорк он приобрел 1500 акров земли в местечке  East Islip, округ Саффолк, где организовал Государственный парк (англ. Heckscher State Park), ставший известным по проведению в нем летних концертов Нью-Йоркского филармонического оркестра в течение 35 лет.
Умер Август Хекшер 26 апреля 1941 года в местечке Маунтин-Лейк, штат Флорида. В Художественном музее Хекшера имеется его портрет, выполненный художником Penrhyn Stanlaws.

## Семья
В 1881 году Хекшер женился на Anna P. Atkins (1859—1924). После её смерти он повторно женился в 1930 году на Virginia Henry Curtiss (1885—1941), вдове предпринимателя Edwin Burr Curtiss, владевшего компанией  A. G. Spalding Bros. После смерти Хекшера жене перешло его недвижимое имущество и сумма в 10000 долларов; она умерла 11 июля этого же года.
Дочь Агуста Хекшера Антуанетта (1888—1965) была замужем за английским архитектором, аристократом Oliver Sylvain Baliol Brett. Его внук  August Heckscher II (1913—1997) был специальным консультантом по искусству у президента Джона Кеннеди и советнком Белого Дома по культуре.
Внук - Август Хекшер II.